# بيير دو راير
بيير دو راير (مواليد 1605 - 6 أكتوبر 1658) هو مؤرخ ومترجم وكاتب وكاتب مسرحي فرنسي.

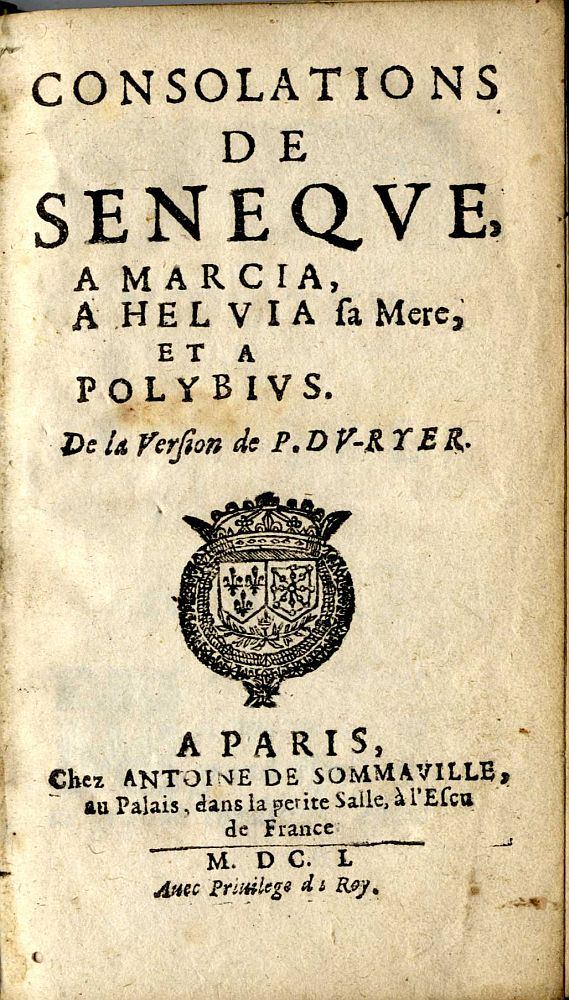
عزاء سينيك في مارسيا وهيلفيا وبوليبيوس من بيير دو راير